# Gunter Bechstein

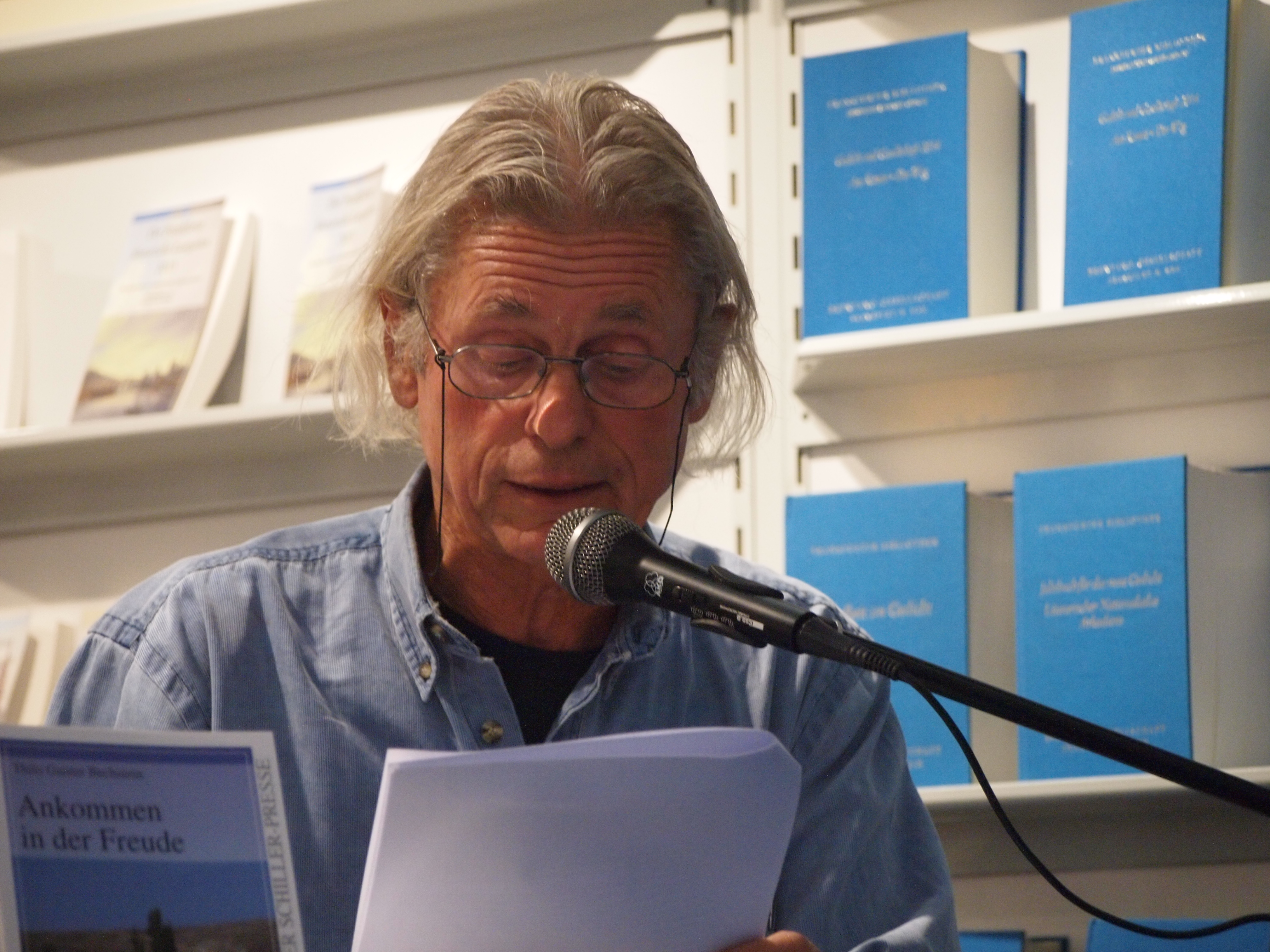
Thilo Gunter Bechstein auf der Frankfurter Buchmesse 2014

Thilo Gunter Bechstein (* 1. September 1943 in Dresden) ist ein deutscher Diplomingenieur, ehemaliger Volkskammerabgeordneter der CDU und Buchautor.

## Leben
Bechstein wuchs als Sohn eines Fleischermeisters und einer Verkäuferin in der Region um Döbeln auf und besuchte in Döbeln von 1949 bis 1962 die Schule, zuletzt die Erweiterte Lessing-Oberschule Döbeln, wo er sein Abitur machte. Anschließend studierte er an der TH Dresden bis 1968 und beendete das Studium als Diplom-Ingenieur für Papiertechnik. Daran schloss sich bis 1972 eine Tätigkeit als wissenschaftlicher Assistent im Institut für Papiertechnik der Sektion für Verarbeitungs- und Verfahrenstechnik an der TH/TU Dresden an; in dieser Zeit trieb Bechstein auch seine Doktorarbeit voran. Mit der Dissertation Ein Beitrag zur Optimierung des chemisch-technologischen Ablaufs des Deinking-Flotationsprozesses unter besonderer Berücksichtigung des Entfärbungseffektes und der Chemikalienkosten wurde er 1973 zum Dr. ing. promoviert. Bereits seit 1972 war er in einer leitenden Funktion einer Papierfabrik tätig, zunächst in Kriebstein, später bis 1987 in Technitz. Anschließend wechselte Bechstein zu einem Döbelner Tiefbaubetrieb, wo er bis 1990 als Organisator und Programmierer tätig war.
Nach seinem Ausflug in die Politik in den Jahren 1989/90 orientierte sich Bechstein beruflich neu. Er erwarb eine staatliche Erlaubnis als Heilpraktiker auf dem Gebiet der Psychotherapie und arbeitete ab 1999 mehrere Jahre als Berufsbetreuer. Bechstein zog 2003 aus der Döbelner Region zunächst nach Leipzig und lebt er seit einigen Jahren in einem Lebenstraumprojekt in Jahnishausen. Seit dem Eintritt ins Rentenalter 2008 widmet er sich zunehmend seiner schriftstellerischen Tätigkeit.

## Politischer Werdegang
Bechstein gehörte 1989 zu den Begründern des Neuen Forums in der Region Döbeln. 1990 trat er in die CDU ein. Für die CDU trat Bechstein zu den ersten freien Volkskammerwahlen am 18. März 1990 im Wahlbezirk Leipzig auf dem eher hinteren Listenplatz 16 an. Zwar konnte die CDU nur 13 Mandate im Wahlbezirk erringen, aber durch Mandatsverzicht einiger vor ihm gelisteter Kandidaten zog Bechstein doch als Abgeordneter der CDU in die Volkskammer ein. Innerhalb der CDU-Fraktion der Volkskammer wurde Bechstein zum Sprecher der Arbeitnehmergruppe gewählt.
Nach Auflösung des letzten DDR-Parlamentes gehörte Bechstein zu den Nachfolgekandidaten für die 144 Volkskammerabgeordneten, die in den 11. Bundestag übernommen wurden. Allerdings rückte Bechstein nicht mehr in den Bundestag nach. Im März 1991 machte Bechstein parteipolitisch nochmals von sich reden, als er zum sächsischen CDA-Landesvorsitzenden gewählt wurde.